# Polygala pawlowskii
Polygala pawlowskii är en jungfrulinsväxtart som beskrevs av Rothmaler. Polygala pawlowskii ingår i släktet jungfrulinssläktet, och familjen jungfrulinsväxter. Inga underarter finns listade i Catalogue of Life.